# Charca
Charcha (u pl. Charcas, indijanski narod nekada nastanjen u Boliviji na oidručju današnjeg grada Sucre u departmanu Chuquisaca. Konkvistador Alejo García je vjerojatno bio prvi koji je 1505. godine došao u kontakt s njima. Godine 1538 na njihovoj zemlji utemeljen je grad Sucre.
Zajedno s plemenima Canchi, Colla, Lupaca, Collagua, Ubina, Pacasa, Caranga, Quillaca, Omasuyo i Collahuaya pripadali su široj skupini Aymara.